# Cira Aram Lo
Cira Aram Lo (født 22. november 1996) er en kvindelig håndboldspiller fra Senegal. Hun spiller for AS Cannes Mandelieu og Senegals kvindehåndboldlandshold, som målvogter.
Hun deltog ved verdensmesterskabet i håndbold 2019 i Japan.